# Esquipulas (Nicarágua)
Esquipulas é um município da Nicarágua, situado no departamento de Matagalpa. Tem 219 km² de área e sua população em 2020 foi estimada em 18.301 habitantes.